# Remei de Ca la Fresca
Remei de Ca la Fresca és un grup català de rock visceral que sovint incorpora el recitat o la declamació i que festeja amb el folklore i l'electrònica de poble a baixa fidelitat, «amb un discurs feréstec, alhora esmolat i poètic que desafia tota frontera estilística i dispara al mort i a qui el vetlla». Els membres del grup acostumen a rotar d'instruments en el directe.

## Trajectòria
Al llarg del 2023, Remei de Ca la Fresca va versionar «Born slippy» d'Underworld amb el nom de «Nascut descarat» i «Paper planes» de M.I.A. com a «Tot el que volem és okupar-te el xalet». També va adaptar el poema de l'activista palestina Rafeef Ziadah titulat «Tots els tons de la ràbia». El maig de 2024, Remei de Ca la Fresca va presentar el senzill «Mal de muntanya» com un primer avançament del seu segon àlbum, L'ham de la pregunta, amb producció d'Ildefons Alonso, el bateria de grups com El Pont d'Arcalís i El Petit de Cal Eril, i que va publicar Bankrobber a la tardor de 2024.
Finalista del concurs de bandes emergents Sona9 el 2021, el grup va guanyar el premi del jurat al certamen friülà Suns Europe el 2024, en què es va valorar «la seva potent veu i energia desbordant, i la interessant combinació de sons i estructura musical. Per haver creat quelcom innovador, barrejant diferents gèneres i influències musicals».

## Membres
- Artur Piera; baix, guitarra, teclat electrònic i bateria[3]
- Xantal Rodríguez: veu, guitarra, bateria i castanyoles
- Víctor Inskipp: bateria i baix
- Iago Rueda: guitarra i baix

## Discografia
- Remei de Ca la Fresca (The Indian Runners, 2021)[7]
- L'ham de la pregunta (Bankrobber, 2024)[8]

## Premis
- Premi Cerverí a la millor lletra de cançó (Premis literaris de Girona). Nominats (pendent de resolució)[9]